# Jenny Addams
Jenny Marie Beatrice Addams (Bruxelles, 15 febbraio 1909 – 1990) è stata una schermitrice belga, vincitrice di una medaglia d'oro e due di bronzo ai Campionati Internazionali di scherma.